# 6819 McGarvey
6819 McGarvey è un asteroide della fascia principale. Scoperto nel 1983, presenta un'orbita caratterizzata da un semiasse maggiore pari a 2,2935863 UA e da un'eccentricità di 0,1231258, inclinata di 4,99006° rispetto all'eclittica.
L'asteroide è dedicato a Flora McGarvey Smrekar, madre della scopritrice.